# STAT5B
El transductor de señales y activador transcripcional 5B (STAT5B) es una proteína codificada en humanos por el gen stat5B.
Esta proteína pertenece a la familia de los factores de transcripción STAT. En respuesta a las citoquinas y a los factores de crecimiento, los miembros de la familia STAT son fosforilados por receptores asociados a quinasas, formando homo- o heterodímeros que se translocan al núcleo donde actúan como activadores transcripcionales. La proteína STAT5B es un intermediario de la transducción de señales iniciada por diferentes ligandos, tales como IL-2, IL-4, CSF-1 y diversas hormonas de crecimiento. Esta proteína también ha demostrado estar implicada en gran diversidad de procesos biológicos como la señalización TCR, la apoptosis, el desarrollo de las glándulas mamarias en mamíferos y en la expresión génica hepática implicada en el dimorfismo sexual. El gen stat5B se he encontrado fusionado al gen que codifica el receptor de ácido retinoico alfa (RARA) en algunos tipos de leucemia promielocítica aguda. La desregulación de las rutas de señalización mediadas por esta proteína podrían ser una de las causas de dicha leucemia.

## Interacciones
La proteína STAT5B ha demostrado ser capaz de interaccionar con:
- PTPN11[3]
- Janus quinasa 2[4][5]
- Janus quinasa 1[5]
- Receptor de glucocorticoides[6]